# Pandanus sarasinorum
Pandanus sarasinorum är en enhjärtbladig växtart som beskrevs av Otto Warburg. Pandanus sarasinorum ingår i släktet Pandanus och familjen Pandanaceae.
Artens utbredningsområde är Sulawesi. Inga underarter finns listade.